# Antonio Cazzanelli
Antonio Cazzanelli (Verona, 13 maggio 1913 – 1986) è stato un calciatore italiano, di ruolo portiere.

## Carriera
Ha disputato tre campionati di Serie B: col Verona nella stagione 1933-34 e con la Spal nelle stagioni 1935-36 e 1938-39. Con gli estensi in tutto ha difeso la porta in ottanta partite. Lasciata la SPAL, ha chiuso la carriera nell'Audace di San Michele Extra.

## Palmarès

### Club

#### Competizioni nazionali
- Serie C: 1

Audace San Michele: 1940-1941 (girone B)